# Alianza Cutral-Co
Club Social y Deportivo Alianza de Cutral Có jest argentyńskim klubem z siedzibą w mieście Cutral-Có leżącym w prowincji Neuquén.

## Osiągnięcia
- Mistrz ligi prowincjonalnej Liga de Fútbol del Neuquen (8): 1980, 1982, 1984, 1985, 1986, 1998 Clausura, 1999 Apertura, 2000 Clausura

## Historia
Klub powstał 15 kwietnia 1979 roku i gra obecnie w czwartej lidze argentyńskiej (Torneo Argentino B).